# Victor Mansaray
Victor Mansaray (sinh ngày 22 tháng 2 năm 1997) là một cầu thủ bóng đá chuyên nghiệp người Mỹ gốc Sierra Leone hiện đang thi đấu cho PSM Makassar tại Liga I ở vị trí tiền đạo.

## Tiểu sử
Victor Mansaray sinh ra và lớn lên tại Freetown, Sierra Leone. Sau đó, anh và gia đình quyết định chuyển sang sinh sống tại thành phố Fife, Hoa Kỳ. Anh từng theo học tại trường trung học Fife.

## Sự nghiệp
Mansaray gia nhập học viện của Seattle Sounders vào giữa mùa giải 2012–13, Mùa đầu tiên, anh ra sân 20 trận và ghi 11 bàn thắng. Mùa giải tiếp theo, anh ghi được 18 bàn thắng sau 24 trận trong màu áo đội U-16.
Mansaray được triệu tập lên đội tuyển U-18 Hoa Kỳ vào tháng 8 năm 2014. Anh ra sân ở 2 trận đấu gặp Hungary và Ukraine tại giải bóng đá giao hữu do Cộng hòa Séc tổ chức. Trước khi chọn thi đấu cho Hoa Kỳ, Mansaray đã từ bỏ cơ hội cống hiến cho Sierra Leone và Jamaica. Tháng 12 năm 2014, Mansaray có lần ra sân thứ 3 và thứ 4 cho U-18 Hoa Kỳ trong hai trận đấu với đội tuyển U-18 Đức.
Sau khi bước sang tuổi 18 vào tháng 2 năm 2015, Mansaray được lên tuyển U-20 Hoa Kỳ. Anh có một lần ra sân cho đội U-20 Hoa Kỳ vào năm 2015, sau đó là 6 lần ra sân (ghi 2 bàn thắng) vào năm 2016. Đầu năm 2017, Mansaray được triệu tập tham gia tập huấn cùng U-20 Hoa Kỳ từ ngày 31 tháng 1 đến ngày 10 tháng 2. Tuy nhiên, sau khi kết thúc đợt tập huấn, Mansaray lại không có tên trong danh sách 20 người của đội tham dự các trận đấu vòng loại U-20 World Cup.
Ngay sau khi bị loại khỏi đội tuyển Hoa Kỳ tham dự U-20 World Cup 2017, Mansaray đã tuyên bố với báo chí rằng anh sẵn sàng chuyển sang cống hiến cho đội tuyển Sierra Leone. Ngày 5 tháng 6 năm 2017, Mansaray thông báo qua Instagram rằng anh đã được Sierra Leone liên hệ.